# شوما كوسوموتو
شوما كوسوموتو (باليابانية: 楠元 秀真) (مواليد 12 سبتمبر 1992)، هو لاعب كرة قدم ياباني سابق كان يلعب كمدافع.

## وصلات خارجية
- شوما كوسوموتو على موقع رابطة كرة القدم اليابانية للمحترفين (اليابانية)
- شوما كوسوموتو على موقع قاعدة بيانات كرة القدم.إي يو (الإنجليزية)
- شوما كوسوموتو على موقع Soccerway.com (الإنجليزية)
- شوما كوسوموتو على موقع عالم كرة القدم.نت (الإنجليزية)